# NGC 5340
NGC 5340 је спирална галаксија у сазвежђу Мали медвед која се налази на NGC листи објеката дубоког неба.
Деклинација објекта је + 72° 39' 16" а ректасцензија 13h 48m 59,8s. Привидна величина (магнитуда) објекта NGC 5340 износи 14,7 а фотографска магнитуда 15,5. NGC 5340 је још познат и под ознакама MCG 12-13-13, CGCG 336-22, NPM1G +72.0115, PGC 49012.